# Rien à foutre
Pour plus de détails, voir Fiche technique et Distribution.
Rien à foutre est un film franco-belge co-réalisé par Emmanuel Marre et Julie Lecoustre, sorti en 2021.
Il est sélectionné au Festival de Cannes 2021 à la Semaine de la critique où il remporte le Prix à la diffusion de la Fondation GAN.

## Synopsis
Après la mort de sa mère dans un accident de voiture, Cassandre tourne le dos à son passé : elle laisse son père et sa sœur à Huy et devient hôtesse de l'air pour une compagnie low cost. Incapable de se projeter dans le futur, elle vit au jour le jour entre son travail, la vie commune avec le personnel en escale, les nuits en boîte, les rencontres de passage à travers les réseaux sociaux…

## Fiche technique
Sauf indication contraire, les informations mentionnées dans cette section peuvent être confirmées par les bases de données cinématographiques IMDb et Allociné,  présentes dans la section « Liens externes ».
- Titre original : Rien à foutre
- Réalisation : Emmanuel Marre, Julie Lecoustre
- Scénario : Emmanuel Marre, Julie Lecoustre, Mariette Désert
- Photographie : Olivier Boonjing
- Décors : Anna Falguères
- Costumes : Prunelle Rulens dit Rosier
- Montage : Nicolas Rumpl
- Son : Antoine Bailly
- Montage son : Valène Leroy et Charles de Ville
- Mixage son : Antoine Bailly
- Production : Benoit Roland, François-Pierre Clavel
- Sociétés de production : Wrong Men Productions, Kidam, en association avec les SOFICA Indéfilms 9, Cinéventure 5, Cinéventure 6
- Sociétés de distribution :  Condor Entertainment (France) ; Cinéart (Belgique)
- Budget : 2,16 millions d'euros
- Pays de production :  France -  Belgique
- Vendeur international : Charades
- Langue originale : français, anglais
- Format : couleur – Dolby numérique
- Genre : comédie dramatique
- Durée : 115 minutes[1]
- Dates de sortie :   
  - France : 11 juillet 2021 (Festival de Cannes, Semaine de la critique) ; 2 mars 2022 (sortie nationale)
  - Belgique : 16 mars 2022[réf. nécessaire]

## Distribution
Sauf indication contraire, les informations mentionnées dans cette section peuvent être confirmées par les bases de données cinématographiques IMDb et Allociné,  présentes dans la section « Liens externes ».
- Adèle Exarchopoulos : Cassandre
- Alexandre Perrier : Jean
- Mara Taquin :	Melissa
- Jonathon Sawdon : le passager anglais
- Julie Sokolowski : la copine belge de Cassandre
- Arthur Egloff : Arthur
- Tamara Al Saadi : Dounia
- Jean-Benoît Ugeux : l'expert de la casse
- David Martinez Pinon : le superviseur de la base
- Agnieszka Kozaczewska : la formatrice
- Marianna Masala : une hôtesse de WING
- Blanche Vieillevoye : une hôtesse de WING
- Erwan Maillot : le chef de cabine de WING
- Veroline Vanderbeek : la passagère au comptoir d’embarquement
- Bart Dezdari : Amant Varsovie
- Alessandro Duca : le petit copain de Melissa

## Production

### Genèse
Le film est tourné avec peu de moyens, « en bonne partie à l'iPhone avec des non-professionnels » précise le magazine L'Obs : « je m'habille et me maquille moi-même, ils filment » affirme Adèle Exarchopoulos. Pour ce film, elle a suivi une formation comme hôtesse de l'air pour acquérir nombre de détails nécessaires au personnage.
Le 14 mars 2022, l’avant-première belge du film est éclaboussée par des accusations d’agressions sexuelles à l'encontre de l'acteur Arthur Egloff.

### Musique
Sauf indication contraire, les informations mentionnées dans cette section peuvent être confirmées par la base de données cinématographiques IMDb,  présente dans la section « Liens externes ».
Le film ne possède pas de musique originale, mais utilise des compositions préexistantes. Le thème To the Unknown Man de Vangelis (issu de l'album Spiral) est utilisé de manière récurrente. La bande-son comprend aussi, entre autres, la composition Le Rappel des oiseaux de Jean-Philippe Rameau, le morceau Faded du DJ Alan Walker et la chanson Freed from Desire de Gala.

## Accueil

### Accueil critique
Le site Allociné donne une moyenne de 3,9/5 à partir de l'interprétation de 30 critiques de presse.
La presse se montre très positive dans son ensemble, avec notamment Libération, « Filmer le travail en filmant le sentiment, le chagrin dessous le masque, l’émotion derrière les gestes routiniers, est chose rare au cinéma », Les Inrocks, « Le premier long métrage signé par le duo Emmanuel Marre et Julie Lecoustre, porté par l’actrice Adèle Exarchopoulos, a tout à voir avec son temps. De l’ubérisation du marché du travail à l’omniprésence des smartphones, il décrit avec une rare acuité l’état d’esprit de la jeunesse et propose un modèle de résistance», ou encore Vanity Fair, « En collant gracieusement aux pas de leur héroïne jet-laguée, les réalisateurs observent, sans la juger, une jeunesse qui aimerait bien voir les choses en grand, mais n’est pas dupe de ses illusions.»
L'Obs consacre une page au film pour sa sortie, et plus particulièrement à l'actrice principale, dont la performance est globalement saluée par la presse,,.
Parmi les critiques davantage négatives, il s'agit pour Le Figaro « d'un (long) film dont on n'a un peu rien à faire. On reste poli». Pour Marianne, « malgré ses longueurs et préciosités, un film singulier sur notre monde comme il va ».

### Box-office
Pour son premier jour d'exploitation en France, le film réalise 10 281 entrées, dont 3 568 en avant-première, pour 157 copies, se hissant à la 3e place du box-office des nouveautés devant la comédie française Viens je t'emmène (4 917) et derrière le drame britannique Belfast (11 967).
| Pays ou région | Box-office      | Date d'arrêt du box-office | Nombre de semaines |
| -------------- | --------------- | -------------------------- | ------------------ |
| France         | 129 459 entrées | 10 mai 2022                | 10                 |
| Total mondial  | 329 712 $       | -                          | -                  |

## Distinctions
Sauf indication contraire, les informations mentionnées dans cette section peuvent être confirmées par les bases de données cinématographiques IMDb et Allociné,  présentes dans la section « Liens externes ».

### Récompenses
- Festival de Cannes 2021 : Prix à la diffusion de la Fondation GAN
- Magritte 2023 : 
  - Meilleur premier film
  - Meilleurs costumes
  - Meilleur montage

### Nominations et sélections
- Festival de Cannes 2021 : sélection en compétition pour le prix de la Semaine de la critique et pour la Caméra d'or
- César 2023 : meilleure actrice pour Adèle Exarchopoulos